# 히로하시 다카히사
히로하시 다카히사는 고치 파이팅독스의 창단 멤버로 뛰었던 전 야구 선수다. 2005년 팀에 입단하여 팀의 우승에 기여했다. 아버지는 일본의 전 야구 선수인 히로하시 고주다.